# Бушин, Анатолий Яковлевич
Анатолий Яковлевич Бушин (1925 — 2008) — советский передовик угольной промышленности. Герой Социалистического Труда (1976).

## Биография
Родился 1 октября 1925 года в селе Марица, Льговского района Курской области.
В 1943 году был призван в ряды Красной Армии и направлен в 5-й запасной артиллерийский полк. После кратковременного прохождения обучения был направлен в действующую армию. Участник Великой Отечественной войны — служил в 331-м отдельном артиллерийском дивизионе особой мощности Резерва главного командования. Участвовал в Свирско-Петрозаводской, Ясско-Кишинёвской и Висло-Одерской наступательных операциях. После штурма Берлина закончил войну звании старшины.
В 1951 году переехал в Пермскую область и работал — начальником дополнительной горноспасательной команды, заместителем командира взвода горноспасателей в городе Коспаш. С 1954 года работал на шахте №38 треста «Коспашуголь».
В 1960 году был направлен в Днепропетровскую область для оказания помощи в освоении новой шахты «Першотравенская». Работал — проходчиком и бригадиром проходчиков. Бригада под руководством А. Я. Бушина перевыполняла план на 140-150 процентов, тем самым став одной из лучших в стране.
29 июня 1966 года Указом Президиума Верховного Совета СССР «за выдающиеся успехи, достигнутые в труде»  А. Я. Бушин был удостоен награждён Орденом Ленина.
30 марта 1971 года Указом Президиума Верховного Совета СССР «за выдающиеся заслуги в выполнении заданий пятилетнего плана по развитию угольной и сланцевой промышленности и достижение высоких технико-экономических показателей»  Анатолий Яковлевич Бушин был удостоен звания Героя Социалистического Труда с вручением Ордена Ленина и золотой медали «Серп и Молот».
Продолжал работать на шахте до выхода на пенсию. Избирался членом Павлоградского ГК КПСС, пять раз избирался депутатом Першотравенского городского совета, делегатом XXIV съезда Компартии Украины, X съезда профсоюза работников угольной промышленности СССР и VI съезда Всесоюзного общества «Знание».
Жил в городе Павлограде. Умер 19 февраля 2008 года.

## Награды
- Медаль «Серп и Молот» (30.03.1971)
- Орден Ленина (29.06.1966, 30.03.1971)
- Орден Отечественной войны  2-й степени (11.03.1985)
- Медаль «За отвагу» (20.07.45)
- Медаль «За взятие Берлина»
- Медаль «За победу над Германией в Великой Отечественной войне 1941—1945 гг.»
- Орден «За мужество» III степени
- Знак «Шахтёрская слава» I II и III степеней

### Звания
- Почётный шахтёр СССР